# Вута-Фарнрода
Вута-Фарнрода (њем. Wutha-Farnroda) општина је у њемачкој савезној држави Тирингија. Једно је од 61 општинског средишта округа Вартбург. Према процјени из 2010. у општини је живјело 6.846 становника. Посједује регионалну шифру (AGS) 16063092.

## Географски и демографски подаци
Вута-Фарнрода се налази у савезној држави Тирингија у округу Вартбург. Општина се налази на надморској висини од 232–470 метара. Површина општине износи 36,6 km². У самом мјесту је, према процјени из 2010. године, живјело 6.846 становника. Просјечна густина становништва износи 187 становника/km².